# Arizona live '92
Arizona live '92 is een livealbum van Tangerine Dream Het bevat (in tegenstelling tot de meeste livealbum van TD) de registratie van het volledige concert van de muziekgroep op 29 oktober 1992 in Scottsdale (Arizona). Delen van muziek waren al te horen op 220 Volt live. Het toenmalige platenlabel van de band zag echter niets in een dubbelalbum en liet de band de muziek inkorten. Toen TD een eigen platenlabel startte was dat probleem van de baan en verscheen het totale concert.

## Musici
- Edgar Froese, Jerome Froese – synthesizers, elektronica

## Muziek
| Nr. | Titel                 | Duur |
| --- | --------------------- | ---- |
| 1.  | Waterborne            | 3:27 |
| 2.  | Touchwood             | 4:53 |
| 3.  | Rolling down Cahuenga | 6:33 |
| 4.  | The blue bridge       | 3:52 |
| 5.  | Oriental haze         | 6:10 |
| 6.  | Graffiti Street       | 6:05 |
| 7.  | Melrose               | 6;32 |
| 8.  | Two bunch palms       | 5;52 |
| 9.  | 220 volt              | 9:01 |
| 10. | Homeless              | 9:53 |

| Nr. | Titel                | Duur |
| --- | -------------------- | ---- |
| 1.  | Story of the brave   | 4:51 |
| 2.  | Sundance kid         | 4:58 |
| 3.  | Girls on Broadway    | 4:51 |
| 4.  | Love on a real train | 3:58 |
| 5.  | Back street hero     | 8:45 |
| 6.  | Body corporate       | 3:55 |
| 7.  | Rockoon              | 7:30 |
| 8.  | One night in Medina  | 4:21 |
| 9.  | Hamlet               | 8:36 |
| 10. | Dreamtime            | 3:31 |
| 11. | Purple Haze          | 3:25 |

CD1: Rockface ·
CD2: East ·
CD3: Arizona live '92 ·
CD4: Vault IV ·
CD5: Rocking Mars